# 篁瑞帆
篁 瑞帆（たかむら みずほ、4月19日 - ）は、日本の女性声優。兵庫県在住。おもにアダルトゲームに出演している。

## 出演作品

### ゲーム
- 姉汁 〜白川三姉妹におまかせ〜（白川恭子）
- 最終痴漢電車（鳳優香、森美里）
- 堕淫 〜屈辱のカミングアウト〜（篠原貴美、碓氷友菜）
- 操淫 〜恥辱に染まるトラウマ〜（綾瀬沙紀、真樹あずさ）
- 責められて ～女社長～（北条律子）
- エロ医 ボイス（桜野園子）
- 光撃少女ファルセリオン 〜ツンデレのセオリー〜（エリーダ）
- サラサ☆ラディカル（飛鳥川桂）
- 狂った教頭 〜断罪の学園〜（舞原千夏）
- 紅蓮天衝 -羅刹-（紅葉、稀牙）
- 玉繭〜魅せられた蜜の糸〜（坂下祥子）
- 必殺!さとみアタック！（リコ）
- 萌キュン! ゆにっ娘ま〜じゃん（二階堂美琴、三塚亜矢）
- 胸キュン! はぁとふるCafe（三塚亜矢、シュン）
- 女教師（長沢麻美）
- 月の守（黒依）
- 妻いぢり（月本優奈）
- AUCTION（ルドミラ）
- ガイア～Save the　Earth～（レナ）
- innocent Eye's（二階堂美琴）
- MEMORIES -記憶のすべてを…-（マキ、柊真希）
- 擦り込み少女 〜本当に君はボクの彼女なんだよ〜（日下部沙耶香）
- おクスリ 〜副作用にはご注意ください〜（一之瀬操）[2]
- 妹たちは俺のモノ（蒼羽）[3]
- ナース姉妹の夜の玩具はボク!（小林望美）[4]
- シオンの血族（長岡千代）[5]
- 魔王と踊れ！Code：ARCANA コード：アルカナ（エアリエル）